# Mechinagar
Mechinagar (nep. मेचीनगर) – miasto w południowo-wschodnim Nepalu; w dystrykcie Jhapa. Według danych szacunkowych na rok 2010 liczy 62 203 mieszkańców. Ośrodek przemysłowy.